# Emily Ruete

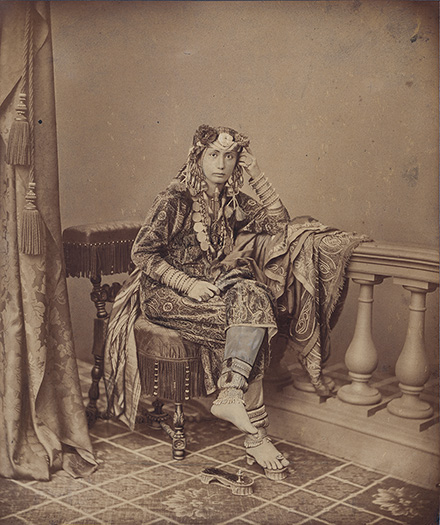
Emily Ruete, Prinzessin Salme

Emily Ruete (* 30. August 1844 in Beit il Mtoni bei Sansibar als Salama bint Said, auch Sayyida Salme genannt, Prinzessin von Oman und Sansibar; † 29. Februar 1924 in Jena) war eine omanisch-sansibarische Prinzessin, die nach der Heirat mit dem deutschen Kaufmann Rudolph Heinrich Ruete als Schriftstellerin und Lehrerin in Deutschland lebte. Ihr 1886 erschienenes Buch Memoiren einer arabischen Prinzessin ist die erste Autobiographie einer arabischen Frau.

## Leben in Sansibar
Prinzessin Salme wurde als Tochter von Sayyid Said, dem regierenden Sultan von Oman und Sansibar, und einer als Sklavin verschleppten tscherkessischen Nebenfrau geboren. Sie wuchs im Palast Beit il Mtoni bei Sansibar auf, verlebte eine unbeschwerte Kindheit in luxuriöser Umgebung und brachte sich selbst Lesen und Schreiben bei. Mit ihrem Halbbruder Madschid verband sie ein besonderes Vertrauensverhältnis; er brachte ihr Reiten und Schießen bei. Ab 1851 wohnte sie in seinem Haus.
Nach dem Tod des Vaters wurde Madschid 1856 Sultan von Sansibar. Salme wurde zwölfjährig für volljährig erklärt und erhielt ihr väterliches Erbe, eine Plantage mit Wohnhaus und 5.429 Pfund. Ihre Mutter starb 1859 bei einer Choleraepidemie. Aus deren Erbteil erhielt Salme drei Plantagen und mehrere Wohnhäuser. Danach wurde sie zunehmend in Intrigen am Hofe des Sultans hineingezogen. Ihre Halbschwester Khwala und ihr Halbbruder Barghasch überredeten sie, sich an dem Versuch zu beteiligen, Madschid zu stürzen. Da sie am besten lesen und schreiben konnte, übernahm sie im Alter von fünfzehn Jahren die Funktion einer Sekretärin für Barghasch. Der Putschversuch schlug fehl; sie wurde für einige Monate unter Hausarrest gestellt. Danach söhnte sie sich mit Madschid aus. Barghasch, der für zwei Jahre des Landes verwiesen wurde, betrachtete dies als Verrat und lehnte zeitlebens jeden weiteren Kontakt mit ihr ab.
1866 lernte Prinzessin Salme den Kaufmann Heinrich Ruete aus Hamburg kennen, der in einem dem Sultanspalast benachbarten Gebäude wohnte. Der Familie war ihre Beziehung zu Ruete bekannt, eine Heirat mit einem Christen jedoch undenkbar. Am 24. August 1866 floh sie, im vierten Monat schwanger, unter Mithilfe des britischen Vize-Konsuls an Bord des Kriegsschiffes Highflier aus Sansibar, um der dort drohenden Steinigung für die uneheliche Beziehung zu entgehen. Madschid ließ dem britischen Konsul ein formelles Protestschreiben übermitteln; ihre Brüder waren jedoch mit der gefundenen Lösung zufrieden. Salme reiste nach Aden, wo am 7. Dezember 1866 ihr Sohn Heinrich jr. geboren wurde. Am 1. April 1867 ließ sie sich taufen und nahm den Namen Emily an. Ihr erster Sohn starb, noch bevor sein Vater in Aden eintraf.

## Leben in Deutschland

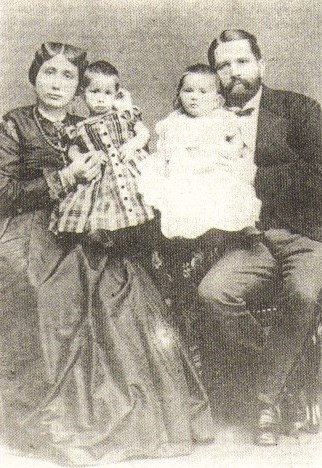
Familie Ruete in Hamburg

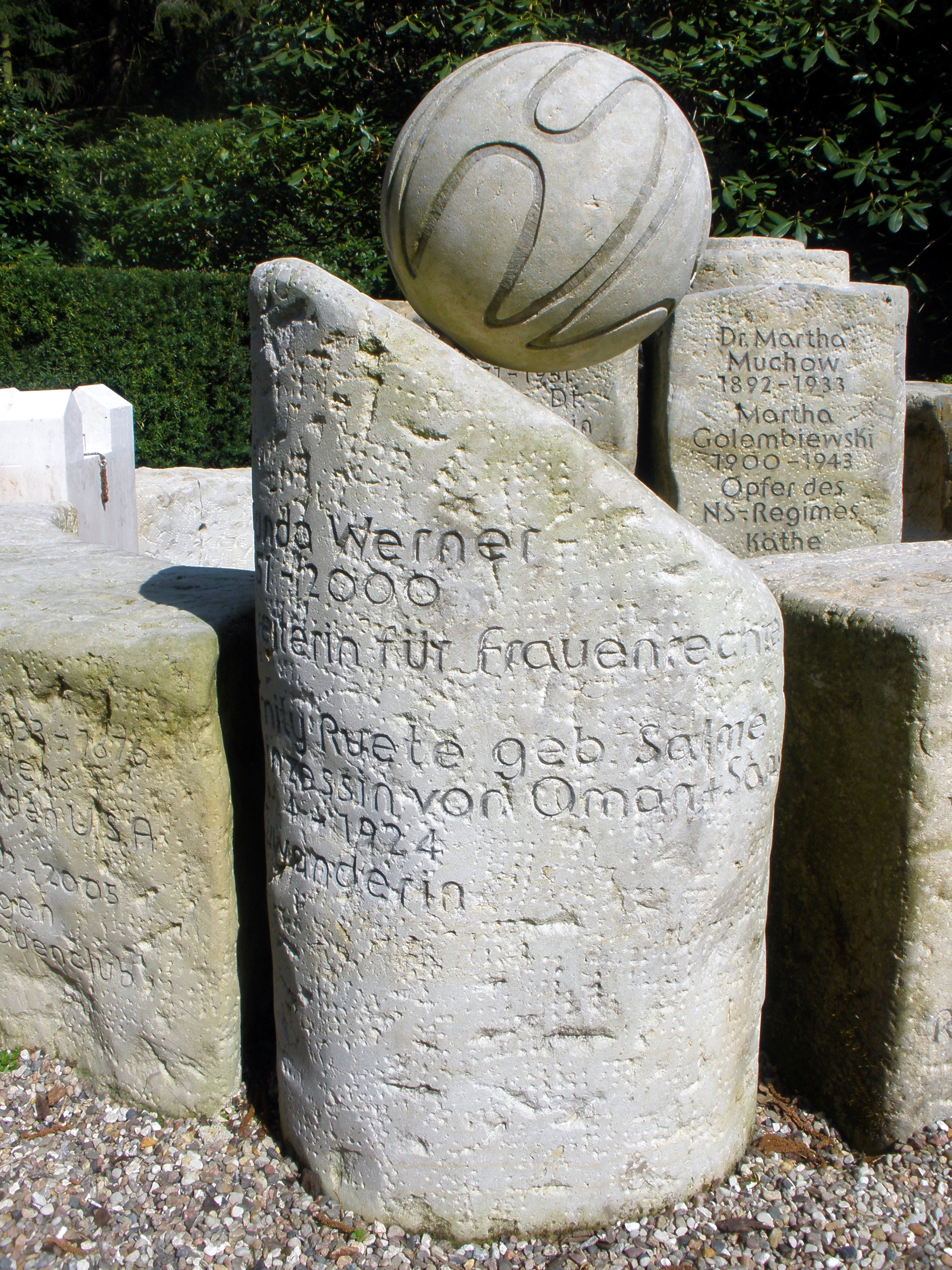
Erinnerungsstein im Garten der Frauen auf dem Friedhof Ohlsdorf

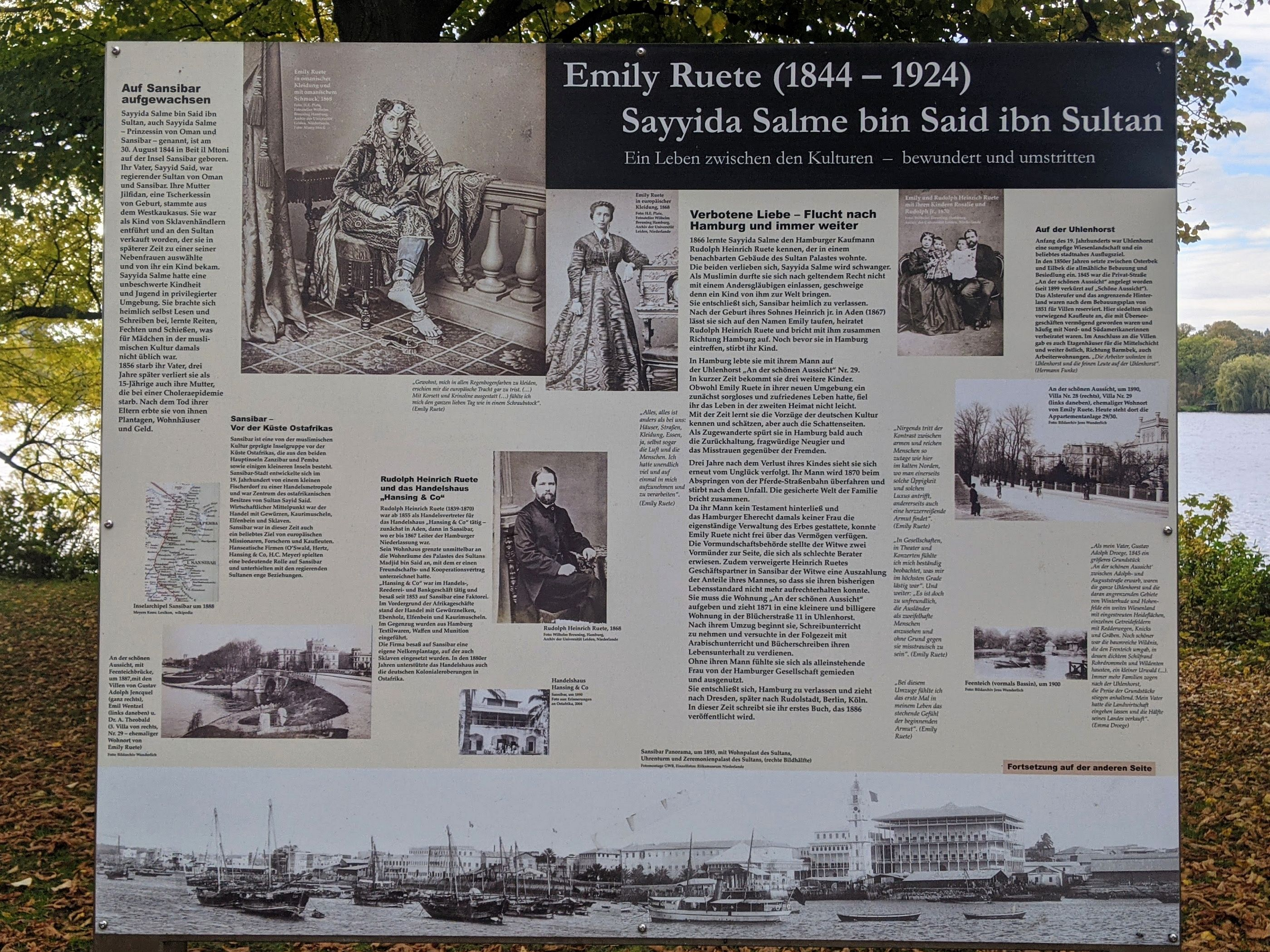
Infotafel der Geschichtswerkstatt Barmbek in Hamburg-Uhlenhorst

Noch in Aden heirateten Emily und Rudolph Heinrich am 30. Mai 1867 und gingen danach nach Hamburg. Aus der Ehe gingen drei Kinder hervor:
- Am 24. März 1868 wurde Tochter Antonie Thawka geboren, die später den Kolonialbeamten Eugen Brandeis heiratete.[2][3]
- Am 13. April 1869 kam Sohn Rudolph Said-Ruete zur Welt.
- Am 16. April 1870 gebar sie Tochter Rosalie Guza, die später mit dem preußischen Generalmajor Martin Troemer verheiratet war.

Am 6. August 1870 verunglückte Rudolph Heinrich Ruete tödlich, als er beim Abspringen von einer Pferde-Straßenbahn auf der Uhlenhorst überfahren wurde.

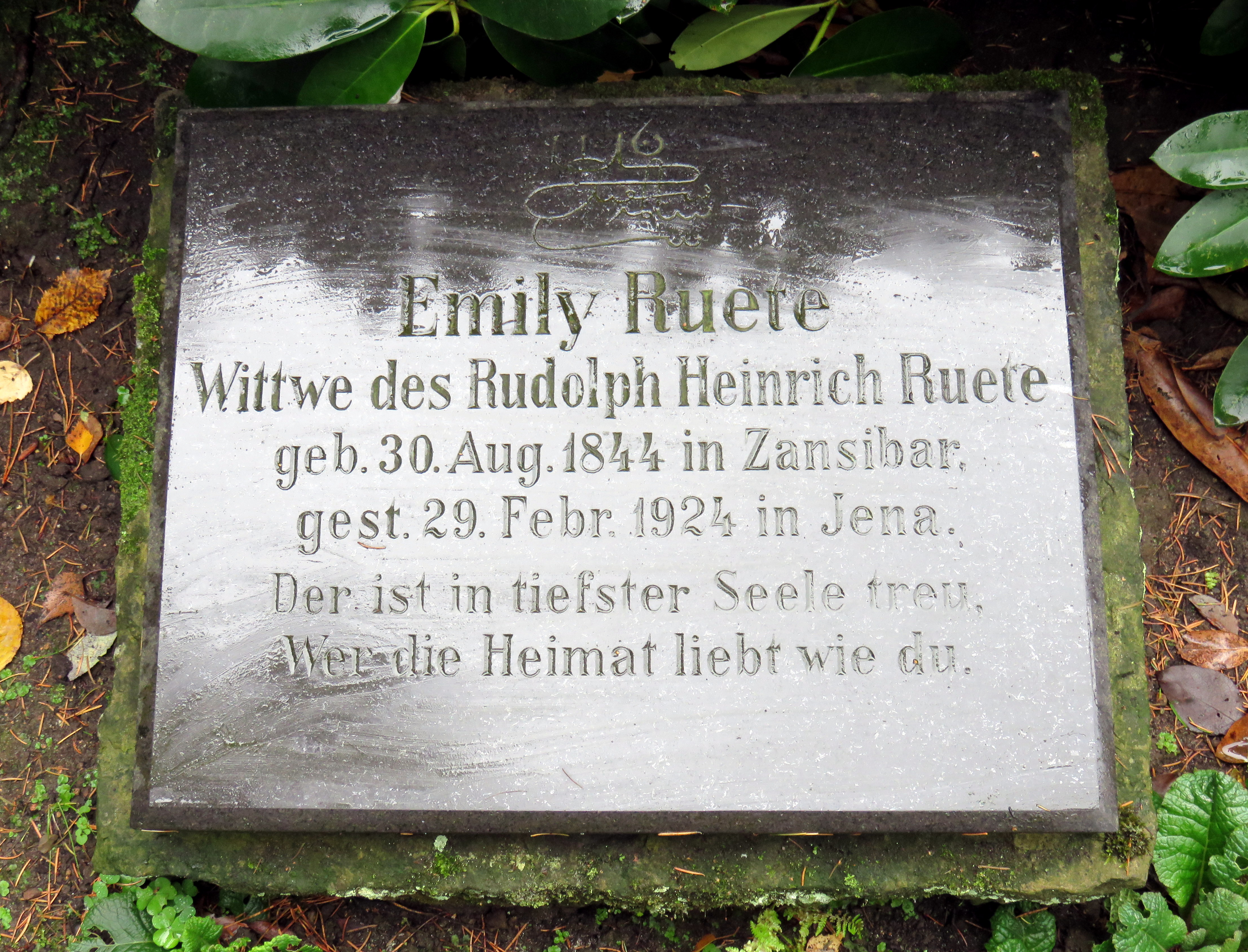
Kissenstein Emily Ruete, Familiengrab Ohlsdorf

In der Folge verweigerten die Behörden Emily Ruete das Erbe ihres Mannes; sie lebte jeweils kurze Zeit in Dresden, Berlin, Rudolstadt und Köln. 1875 versuchte sie in London vergeblich, mit ihrem Bruder Barghasch ibn Said, der im Jahre 1870 zum Sultan geworden war und sich im Vereinigten Königreich zu einem Staatsbesuch aufhielt, in Kontakt zu kommen. Auf ihre nach der Flucht enteigneten Besitzungen in Sansibar erhob sie öffentlich Ansprüche, die von Barghasch abgelehnt wurden.
Barghasch bot ihr lediglich eine Abfindung in Höhe von 6.000 Rupien an, was seinerzeit etwa 9.600 ℳ entsprach (heutiger Gegenwert etwa 90.000 EUR). Diesen Vorschlag wies Emily Ruete zurück. Im Frühjahr 1888 reiste sie mit ihrer ältesten Tochter erneut nach Sansibar, um zu versuchen, eine Versöhnung mit dem neuen Sultan (ihrem Bruder Chalifa ibn Said) zu erzielen.
Im Rahmen der Zuspitzung der deutsch-britischen Gebietsauseinandersetzungen in Ostafrika versuchte Bismarck, sie für seine Kolonialinteressen zu benutzen, indem er sie 1885 und 1888 in Begleitung deutscher Beamter nach Sansibar reisen ließ. Wieder wurden jedoch alle Ansprüche durch Bargash abgelehnt, und er weigerte sich erneut, seine Schwester überhaupt zu empfangen. Nachdem im Rahmen der Kongokonferenz und danach im Helgoland-Sansibar-Vertrag die deutsch-britischen Auseinandersetzungen geklärt worden waren, interessierten sich die deutschen Behörden nicht mehr für sie.
1886 wurde Emily Ruetes Autobiografie unter dem Titel Memoiren einer arabischen Prinzessin in zwei Bänden veröffentlicht. Neben den daraus erzielten Einkünften verdiente sie sich ihren Lebensunterhalt als Lehrerin für Arabisch:

„Am 1. April wird sich in Berlin eine Lehrerin der arabischen Sprache niederlassen, eine Dame, deren Schicksale seinerzeit lebhafte Theilnahme erweckt haben. Es ist dies Frau Emily Ruete, die Schwester des gegenwärtig regierenden Sultans von Zanzibar, welche sich zu Lebzeiten ihres damals noch regierenden Vaters gegen den Willen desselben mit einem zu jener Zeit in Zanzibar etablirten Hamburger Kaufmann, Namens Ruete, verband, nachdem sie zum Christenthum übergetreten war. In Folge dieses Schrittes galt sie bei ihrem Bruder für enterbt und alle Einwirkungen hoher und höchster Personen deutscher- und englischerseits, welche gelegentlich der Anwesenheit desselben in London vor einigen Jahren zur Erlangung der Erbschaft direct bei dem Sultan unternommen wurden, blieben erfolglos.“

1888 verließ sie Deutschland und lebte die folgenden Jahre in Jaffa, Jerusalem und ab 1892 in Begleitung ihrer beiden Töchter in Beirut. Ihr Sohn Rudolph arbeitete als Beamter am deutschen Konsulat. 1914 verließ sie Beirut. 1922, nach dem Tod aller ihrer Halbgeschwister, setzte ihr Neffe Sultan Chalifa ibn Harub ibn Thuwaini ihr eine kleine Rente aus. Von 1920 an lebte sie in Jena bei den Schwiegereltern einer ihrer beiden Töchter.
Emily Ruete starb 1924 in Jena und wurde auf dem Hamburger Friedhof Ohlsdorf im Bereich der Familiengrabstätte Ruete, Planquadrat U 27 (Kapellenstraße östlich Lippertplatz), begraben; die Grabstätte wird als Prominentengrab bewahrt.

„In Jena ist im Alter von 80 Jahren Frau Emily Ruete gestorben. Ein seltsames Schicksal hat damit seinen Abschluß gefunden. Frau Ruete war eine geborene Prinzessin von Oman und Sansibar und die Tochter des letzten Sultans, der dort wirklich herrschte und noch nicht, wie seine Nachfolger, zu einem bloßen Schattenfürsten unter deutschem und später unter englischem Protektorat herabgesunken war.“

Anlässlich des im Jahre 2007 europaweit begangenen Jahres zur Chancengleichheit für alle wurde ein Erinnerungsstein im Garten der Frauen auf dem Ohlsdorfer Friedhof in Hamburg für die Prinzessin von Oman und Sansibar aufgestellt.

## Autobiografie
Emily Ruete veröffentlichte 1886 ihre Autobiographie unter dem Titel Memoiren einer arabischen Prinzessin. Im Jahr des Erscheinens wurde sie wegen der großen Nachfrage insgesamt viermal aufgelegt. In mehreren zeitgenössischen Zeitschriften wurden ausführliche Berichte über Ruete gedruckt. So schrieb 1889 Arvède Barine unter dem Titel Mémoires d’une princesse arabe in der Zeitschrift Revue des Deux Mondes über die Autobiographie, die erste einer Araberin in der Literaturgeschichte.

„‚Memoiren einer arabischen Prinzessin‘ ist der Titel eines zweibändigen Werkes, das in den nächsten Wochen in einer Berliner Verlagsbuchhandlung erscheinen wird. Verfasserin ist die in der Berliner Gesellschaft wohlbekannte Frau Ruete, geborene Prinzessin von Zanzibar, eine Schwester des regierenden Sultans von Zanzibar. Als im vorigen Jahre ein deutsches Geschwader vor dem Hafen von Zanzibar den Sultan zu Concessionen an Deutschland zwang, befand sich bekanntlich auch Frau Ruete an Bord eines der Schiffe, um alte Forderungen an ihren Bruder geltend zu machen. Auf diese bedeutendste Episode in der jungen Geschichte der deutschen Colonien wirft das Buch interessante Streiflichter. Aber auch abgesehen von diesem Detail wird das Werk lebhaftes Interesse erregen. Schreibt doch zum ersten Male eine Araberin, die sich ganz in europäische Cultur und Anschauungen hineingelebt hat – ein Umstand, der hinlänglich genügt, um sie zu den bedeutenden Frauen zu zählen – über arabische Verhältnisse.“

1887 erschien die erste anonyme englische Übersetzung Memoirs of an Arabian Princess. Tatsächlich handelte es sich um zwei Ausgaben, eine von Ward & Downey gedruckt in London 1887 und eine verlegt von D. Appleton 1888 in New York. 1907 erschien eine weitere englische Übertragung von Lionel Strachey. 1905 erschien eine französische Übersetzung von L. Lindsay. 1991 erschien eine weitere Übertragung ins Französische mit einer Einführung der Ethnologin Colette Le Cour Grandmaison.
1989 wurden Emily Ruetes Erinnerungen von der Ethnologin und Islamwissenschaftlerin Annegret Nippa als „leicht bearbeiteter Nachdruck“ unter dem Titel Leben im Sultanspalast neu herausgegeben und 2011 neu aufgelegt.
1993 erschien eine weitere Übersetzung der Erinnerungen ins Englische als An Arabian Princess Between Two Worlds durch den niederländischen Historiker und Islamwissenschaftler Emeri Johannes van Donzel (1925–2017). Sie enthält u. a. eine umfangreiche Einleitung zu ihrem Leben und dem ihres Sohnes.
1999 gab der Diplomat und Historiker Heinz Schneppen Emily Ruete: Briefe nach der Heimat heraus. Sie sind Bestandteile ihres Nachlasses, ebenso wie zwei kurze Texte: Der von ihrer zweiten Reise nach Sansibar 1888 erzählende Nachtrag zu meinen Memoiren sowie Syrische Sitten und Gebräuche.
2023 hat Andrea Emily Stumpf, Anwältin, Autorin und Nachfahrin, die Erinnerungen unter dem Titel „Memoirs of an Arabian Princess: An Accurate Translation of Her Authentic Voice“ und „Letters to the Homeland: An Accurate Translation of an Intimate Voice“ in die englische Sprache übersetzt.

## Werke
- Memoiren einer arabischen Prinzessin. 2 Bände. 4. Auflage, Verlag von Friedrich Luckhardt, Berlin 1886
  - Erster Band (Digitalisat),
  - Zweiter Band (Digitalisat)

### Posthum
- Annegret Nippa (Hg.): Leben im Sultanspalast: Memoiren aus dem 19. Jahrhundert. Europäische Verlagsanstalt 2006, ISBN 978-3-931705-34-3 (… „leicht bearbeiteter Nachdruck“ der Memoiren, u. a. mit einem neuen Titel, modernisierter Schreibweise, sowie einigen, meist nur kurzen, ausgelassenen Passagen und ohne Emily Ruetes Vorwort).
  - Rezension: Claus Gossler: Emily Ruete, Leben im Sultanspalast. Memoiren aus dem 19. Jahrhundert von Emily Ruete, geb. Prinzessin Salme von Oman und Sansibar, hrsg. und mit einem Nachw. versehen von Annegret Nippa. Hamburg, Die Hanse, 2007. In: Zeitschrift des Vereins für Hamburgische Geschichte. Band 95, 2009, S. 174–176, (Liste aller Bände).
- Heinz Schneppen (Hg.): Briefe nach der Heimat. Ihr Leben in Deutschland von 1867 bis ~1885. Philo Verlagsgesellschaft, 1999, ISBN 3-8257-0114-X (Leicht verkürzte und bearbeitete Version des größten Teils des literarischen Nachlasses.)

### Nachlass
Emily hatte sich 1887 mit dem niederländischen Orientalisten Christiaan Snouck Hurgronje angefreundet. 1937 schenkte ihr Sohn Rudolph Said-Ruete ihre Büchersammlung dem Oosters Instituut in Leiden, das zu Ehren von Snouck Hurgronje gegründet wurde. Die Bücher wurden im Snouck-Hurgronje-Haus (Rapenburg 61), wo sich das Institut befand, aufgestellt. Später wurden die Bücher, das monumentale Bücherregal und andere zum Oosters Instituut gehörende Materialien im Nederlands Instituut voor het Nabije Oosten zu Leiden untergebracht.
Emily Ruetes Nachlass und der ihres Sohnes Rudolph Said-Ruete werden durch die Universitätsbibliothek Leiden aufbewahrt.

## Vertonung
- Georgia Charlotte Hoppe: projektion salme – Ein musikalisch-poetisches Kaleidoskop. Lesekonzert für eine Sprecherin und vier improvisierende Musikerinnen. Konzeption: Georgia Ch. Hoppe. Inhalt: Entscheidende Situationen im Leben von Emily Ruete werden mit orientalischer und moderner europäischer Lyrik sowie Zeitzeugen-Texten verflochten: potentielle emotionale Fährten werden projiziert und durch musikalische Improvisationen wird eine vertiefende Dimension des Mitfühlens aus heutiger Sicht erlebbar gemacht. Uraufführung: 8. Dezember 2009 in Hamburg.[20]
- Friedemann Holst-Solbach: Salme – Prinzessin von Sansibar und Oman – Kein Märchen aus 1001 Nacht. Ein Singspiel in 7 Bildern, einem Prolog und einem Epilog. Libretto: Regina Solbach. Inhalt: Soziokulturelle Aspekte im Leben einer Migrantin im 19. Jahrhundert in Deutschland. Die Charaktermelodien basieren auf nord- und ostafrikanischen Volksmusiken. Der Klavierauszug hat 108 Seiten incl. eines achtseitigen Librettos mit Regievorschlägen. Verlag Edition Meisel & Co (2017), ISMN 979-0-50072-614-2 (Suche im DNB-Portal).

## Dokumentarfilm
- Die Prinzessin von Sansibar (Deutschland 2007) von Tink Diaz[21]

## Als Romanfigur
In dem 1963 erschienenen Roman Trade Winds (deutsche Übersetzung unter dem Titel: Insel im Sturm) von Mary M. Kaye wird die versuchte Revolution in Sansibar beschrieben. Emily Ruete spielt darin eine Nebenrolle.
Der 2010 erschienene Roman Sterne über Sansibar von Nicole C. Vosseler erzählt die Lebensgeschichte von Emily Ruete.
Der Schweizer Schriftsteller Lukas Hartmann veröffentlichte 2013 den Roman Abschied von Sansibar über das Leben von Emily Ruete und das Schicksal ihrer bis in die 1940er-Jahre lebenden Kinder.

## Museum in Sansibar
Im Palastmuseum in der Stadt Sansibar ist ein Zimmer ihrem Andenken gewidmet und mit zeitgenössischem Mobiliar aus den 1860er Jahren eingerichtet. Die Flucht aus dem Sultanspalast wird hierbei besonders betont und didaktisch in das Konzept einer kritischen Würdigung der vorrevolutionären Zustände auf Sansibar eingebunden.

## Platz in Hamburg
2019 beschloss der Bezirk Hamburg-Nord, im Finkenau-Quartier in Hamburg einen Platz nach Emily Ruete zu benennen. Nach Protesten unter Hinweis auf den Umstand, dass Ruete in ihren Büchern die Sklaverei verharmlost habe, wurde der Antrag auf eine Umbenennung gestellt. Die Bezirksversammlung Hamburg-Nord beschloss im September 2022 die Umbenennung in Teressa-Platz. Dieser Beschluss wurde vom Hamburger Senat am 13. Dezember 2022 bestätigt. Teressa Scira wurde am 25. Dezember 1943 als Kind einer polnischen Zwangsarbeiterin geboren und verstarb zwei Tage später an einem bei der Geburt entstandenen Tentoriumsriss.